# Johann Christoph Greiling
Johann Christoph Greiling (* 21. Dezember 1765 in Sonneberg; † 3. April 1840 in Aschersleben) war ein evangelischer Theologe und ein Vertreter der „Volksaufklärung“.

## Leben
Greiling war Sohn des Orgelbauers Johann Christoph Greiling (Greuling) († 1766) und dessen Ehefrau Anna Eva Dorothea, geborene Faccius. Nach dem frühen Tod ihres Ehemanns kehrte die Mutter in ihr Heimatdorf Weißenbrunn vorm Wald zurück, wo Greiling im Haus seines Großvaters, des Pfarrers Johann Faccius (1698–1775), aufwuchs. Bereits im Alter von 15 Jahren war er für eine Laufbahn als Lehrer vorgesehen. Dennoch wurde er zunächst Sekretär in Coburg und besuchte parallel das Casimirianum. Persönliche Umstände veranlassten ihn jedoch, seine philologischen Studien aufzugeben, und er nahm ein Studium der Theologie in Jena auf, das er 1788 beendete.
Greiling wurde zunächst Hofmeister im kursächsischen Döben und wurde neben seinen Aufgaben ab 1793 auch als Schriftsteller tätig. 1793 erschien sein erstes Buch – Ueber den Endzweck der Erziehung und über die ersten Grundsätze der Wissenschaft derselben – mit dem er einen Beitrag zur Durchsetzung der bürgerlichen Erziehungsphilosophie leistete, indem er die Grundsätze der Kantschen Philosophie auf die Erziehungslehre auszudehnen suchte. Dem diente auch 1794 sein Werk Philosophische Briefe über die Grundsätze der religiös-sittlichen Erziehung.
1795 ging er als Hauslehrer nach Klein-Zschocher und wurde 1797 Pastor in Schochwitz, ging 1798 als solcher nach Neu-Gattersleben. In Neugattersleben schrieb er seine Praktischen Kanzelvorträge aus Kant’s Schriften gezogen (1798–1804) und seine Theorie der Popularität (1805). 1805 erhielt er eine Oberhofpredigerstelle in Aschersleben, die er bis zu seinem Tode beibehielt. Hier schrieb er über Die biblischen Frauen (1814–1815). 1830 wurde er von der Universität Jena mit der Ehrendoktorwürde der Theologie ausgezeichnet. Er war Mitglied der Ascherslebener Freimaurerloge Zu den 3 Kleeblättern.